# Gustavo Arcos
Gustavo Arcos Bergnes (* 19. Dezember 1926 in Caibarién, Las Villas; † 8. August 2006 in Havanna) war ein Teilnehmer der Kubanischen Revolution, Diplomat, politischer Gefangener, Menschenrechtsaktivist und Oppositioneller gegen Fidel Castro.

## Leben
Gustavo Arcos studierte 1947 an der Universität von Havanna Rechtswissenschaften. Für den Kampf gegen Diktator Fulgencio Batista gab er das Studium auf. An der Seite Castros nahm er am 26. Juli 1953 am gescheiterten Sturm auf die Moncada-Kaserne teil, der als Startschuss der kubanischen Revolution gilt, und wurde hierfür zu seiner ersten Haftstrafe verurteilt. Folge einer bei dem Angriff erlittene Schusswunde war eine schmerzhafte Gehbehinderung für den Rest seines Lebens, was auch seine aktive Teilnahme am Guerillakrieg verhinderte, nachdem er wie die Brüder Fidel und Raúl Castro und zahlreiche weitere „Moncadistas“ nach der Amnestie 1955 ins Exil gegangen war. Sein sechs Jahre jüngerer Bruder Luis war im November 1956 Teilnehmer der von Mexiko aus unternommenen Expedition der Yacht Granma und wurde wenige Tage nach der Landung von Truppen der Regierung Batistas getötet. Gustavo Arcos kehrte erst Anfang 1959 aus dem Exil nach Kuba zurück.
Nach der Machtübernahme 1959 war Arcos bis 1964 Kubas Botschafter in Belgien. Er stand der Führung jedoch zunehmend kritisch gegenüber und trat 1964 zurück. Nach seiner Rückkehr nach Kuba wurde er aufgrund seiner öffentlichen Kritik an der Regierung von 1967 bis 1970 und von 1981 bis 1988 inhaftiert. Auch in späteren Jahren blieb er unterschiedlichen Repressionsmaßnahmen der Regierung ausgesetzt, darunter vorübergehende Verhaftungen, öffentliche Diffamierung und Actos de Repudio – eine dieser offiziell als „spontanen“ Demonstrationen des empörten Volkes bezeichneten Einschüchterungsaktionen vor Arcos' Haus wurde am 8. März 1990 von einem prominenten Vertreter der Kommunistischen Partei Kubas angeführt: Roberto Robaina, damals Generalsekretär des Kommunistischen Jugendverbandes. Auch der Präsident des Nationalen Studentenverbands, Felipe Pérez Roque nahm an der Aktion teil. Beide dienten später als kubanische Außenminister (1993–1999 bzw. 1999–2009).
Die Verhaftung 1981 erfolgte auf hoher See, als Arcos versuchte, aus Kuba zu fliehen. Seit 1969 bis zu seinem Tod verweigerte ihm die kubanische Regierung das Recht, sein Land zu verlassen – laut Arcos als persönliche Reaktion Fidel Castros auf einen Hungerstreik, mit dem Arcos gegen seine Verurteilung zu einer zehnjährigen Haftstrafe aufgrund „inkorrekten Verhaltens gegenüber der Revolution“ protestierte.
1983 schloss sich Arcos mit seinem Bruder Sebastián Arcos im Gefängnis dem von Ricardo Bofill gegründeten kubanischen Menschenrechtskomitee Comité Cubano Pro Derechos Humanos CCPDH an. Gustavo Arcos galt als ein Symbol der Opposition.
Am Dienstag, dem 8. August 2006 erlag Gustavo Arcos einem Herzinfarkt.